# Стен Маккой
Стен Макко́й (англ. Stan McQuay; нар. 12 липня 1973) — професійний японський бодібілдер з ірландським корінням. Має картку професіонала Міжнародної організації бодібілдерів.

## Біографія
Стен Маккой народився 12 липня 1973 в японському місто Йокосука в сім'ї японки і ірдандця. Згодом молода сім'я перебралася в США. Вони зупинилися в місті Ван Найс, Каліфорнія. Виріс в долині Сан-Фернандо. Майже весь свій вільний час хлопець присвятив заняттям серфінгом і скейтбоардінгом. Закінчив звичайну початкову і вступив до коледжу. Маючи доволі непогані данні для американського футболу хлопець почав нарощувати м'язи. В 2006 році отримав свою картку професіонала після перемоги в Нешіоналс. Одразу після цього з'явився не обкладинках декількох відомих журналів.

## Особисті показники
- Повне ім'я: Stan Michael McQuay
- Дата народження: 12 липня 1973
- Місце народження:Йокосука, префектура Канаґава
- Місце нинішнього проживання: Портер Ранч, Каліфорнія
- Основна діяльність: персональний тренер, професійний бодібілдер
- Сімейний стан: неодружений
- Зріст: 170 см
- Вага: змагальна: 84/86 кг, поза змаганнями: 93/95
- Колір очей: коричневі
- Колір шкіри: чорний

## Виступи
- Містер Олімпія — 7 місце (2010), 14 місце (2009)
- Європа Про — 7 місце (2010)
- Сакраменто Про — 1 місце (2011), 3 місце (2010)
- Детройт Про — 1 місце (2010)
- Нашіоналс — 2 місце (2002, 2003)
- Musclemania — 1 місце (2000)